# Renata Rota
Renata Rota (Buenos Aires, 27 de julio de 1984) es una periodista y presentadora de televisión española de origen argentino.

## Biografía
Aunque nació en Argentina, con cuatro años de vida se trasladó junto a sus padres a Málaga (España), donde pasó su infancia. A los nueve años de edad, descubrió que el mundo de la televisión era lo que me apasionaba. De pequeña colaboró en un programa infantil de televisión que se llamaba Cámara baja en Antena 3, donde los niños resolvían a su manera problemas planteados por adultos. Con el mismo formato también participó en algunos programas de  Todo tiene arreglo en Canal Sur. 
Se licenció en periodismo por la Universidad de Málaga. A su salida, comenzó las prácticas en los informativos de Canal Sur para más tarde viajar hacia Madrid para realizar un máster de información en televisión en el Instituto RTVE y la Universidad Rey Juan Carlos. Tras culminar sus estudios, Rota empezó en Torrespaña, como redactora en el Telediario de madrugada. En 2007 comenzó a trabajar de redactora  en la delegación de Informativos Telecinco en Andalucía donde durante dos años fue coordinadora de fin de semana de Noticias Cuatro, Informativos Telecinco y Agencia Atlas. En 2013 la ficharon como reportera para el nuevo equipo de TVE del programa de actualidad España directo y en julio de 2014, compaginó esa labor con la de presentadora sustituta en verano.